# Thierry Beaudet
Thierry Beaudet ( Domfront, 21 de abril de 1962) es un político francés, presidente del Consejo Económico, Social y Medioambiental francés desde mayo de 2021. 

## Trayectoria
Maestro de formación, presidió la Mutua General de la Educación Nacional desde julio de 2009 hasta julio de 2017. De 2016 a 2021, también dirigió la Federación Nacional del Mutualismo Francés .  
Fue presidente de la mutualidad de protección social Grupo VYV entre septiembre de 2017 y junio de 2021.